# Insulinom
Insulinomul este o tumoră a celulelor β pancreatice din insulele Langerhans, caracterizată prin hipersecreție de insulină și hipoglicemie. Dintre toate insulinoamele, 80% sunt unice, doar 10% din insulinoame sunt maligne. Simptomele includ tulburările SNC: cefalee, confuzie, tulburări vizuale, astenie motorie, ataxie, transpirații, paralizie, tulburări de personalitate cu o posibilă evoluție spre letargie, convulsii și comă; mai rar semne de suprastimulare simpatică: slăbiciune, lipotimie, tremor, palpitații, transpirații, senzație de foame și nervozitate. Originea hipoglicemică a simptomelor este stabilită prin triada Whipple: criza survine à jeun, simptomele apar în prezența hipoglicemiei, ingestia de hidrați de carbon ameliorează simptomele. Tumorile unice pot fi extirpate chirurgical. Tumorile multiple de mici dimensiuni nu pot fi extirpate chirurgical, dar pot răspunde la medicamente hiperglicemiante, cum este diazoxidul.  